# Johann Leusden
Johann Leusden vagy Johannes Leusden (Utrecht, 1624. április 26. – Utrecht, 1699. szeptember 30.) holland református teológus, orientalista.

## Élete
Tanulmányait Utrechtben és Amszterdamban végezte. 1647-ben elnyerte a magister artium címet, majd hosszabb időt töltött az amszterdami zsidók körében, hogy héber nyelvtudását és Talmud-ismeretét tökéletesítse. 1650-ben az utrechti egyetem héber nyelvi katedrájának rendkívüli, 1651-ben rendes tanára, professzora lett és maradt 75 éves korában bekövetkezett haláláig.
Korának egyik legfelkészültebb Biblia-szakértője volt, számos művet írt a Bibliáról és annak héber filológiájáról (Philologus Hebraeus, 1656; Philologus Hebraeo-Mixtus, 1663; Philologus Hebraeo-Latino-Belgicum, 1668; Philologus Hebraeo-Graecus, 1670; Korte Hebreusche en Chaldeusche taalkonst, 1686). 1660-ban Amszterdam rabbijával és Joseph Athias könyvnyomtatóval együtt kiadta a Biblia Hebraicát, a héber Biblia első, számozott verseket tartalmazó kiadását.
1652-től szakmai vitában állt a magyar Apáczai Csere Jánossal az Izrael istenét jelölő JHVH helyes kiejtése tárgyában. Nagy pártfogója volt az Utrechtben tanuló magyar peregrinus diákoknak, ezért megkapta a „Hungarorum pater” (’a magyarok atyja’) melléknevet. Legjelesebb magyar tanítványa Otrokocsi Fóris Ferenc volt.

## Magyarul
- Dokumentumok Johannes Leusden erdélyi kapcsolataihoz, 1673–1699; sajtó alá rend. Bujtás László Zsigmond; Scriptum, Szeged, 1994 (A Lymbus füzetei)

## Fordítás
- Ez a szócikk részben vagy egészben  a   Johann Leusden című angol Wikipédia-szócikk ezen változatának fordításán alapul.  Az eredeti cikk szerkesztőit annak laptörténete sorolja fel. Ez a jelzés csupán a megfogalmazás eredetét és a szerzői jogokat jelzi, nem szolgál a cikkben szereplő információk forrásmegjelöléseként.

## Forrás
- Bán Imre: Apáczai Csere János. Bibliogr. V. Molnár László, kísérő tanulmány Bitskey István. Budapest: Akadémiai. 1958.   142–146., 149–151. o. = Irodalomtörténeti Könyvtár,  2.